# Propiolsäure
Propiolsäure, auch Acetylencarbonsäure oder Propinsäure genannt, ist eine flüssige, nach Essigsäure riechende ungesättigte organische Säure. Metallsalze (z. B. das Silbersalz) der Verbindung sind explosiv. Die Salze werden allgemein Propiolate genannt.

## Gewinnung und Darstellung
Die Synthese kann von der Maleinsäure ausgehen, wobei zunächst durch eine Bromierung die 2,3-Dibrombernsteinsäure erhalten wird. Eine doppelte Dehydrohalogenierung im basischen Medium führt zur Acetylendicarbonsäure, deren Decarboxylierung die Propiolsäure ergibt.
Propiolsäure kann durch anodische Oxidation von Propargylalkohol hergestellt werden, und wird daher auch Propargylsäure genannt.

## Eigenschaften

### Physikalische Eigenschaften
Wasserfreie Propiolsäure schmilzt bei 18 °C. Im Phasendiagramm mit Wasser zeigen sich zwei stöchiometrische Hydrate. Das sind ein 1/3-Hydrat mit einem Schmelzpunkt von 10 °C und ein Monohydrat mit einem Schmelzpunkt von −0,3 °C. Zwischen Anhydrat und 1/3-Hydrat, sowie zwischen 1/3-Hydrat und Monohydrat werden eutektische Gemische bei 96 Ma% Propiolsäure mit einer Schmelze bei 7 °C bzw. bei 79 Ma% Propiolsäure mit einer Schmelze bei −0,5 °C beobachtet. Die Verbindung ist stark hygroskopisch. Ein geringer Wassergehalt bewirkt ein signifikantes Absinken des Schmelzpunkts. Propiolsäure ist eine relativ starke Säure. Der pKs-Wert beträgt in Wasser bei 25 °C 1,94 und ist vergleichbar mit Hydrogensulfat (pKs 1,92) oder Phosphorsäure (pKs 2,13).

### Chemische Eigenschaften
Durch die Umsetzung mit basischem Kupfer(II)-hydroxid kann das Kupfer(II)-propiolat isoliert werden. Dieses ist nur etwa 24 Stunden stabil und decarboxyliert zu schwarzem, polymerem Kupfer(II)-acetylid. In stark basischem Medium erfolgt eine Redoxreaktion unter Dimerisierung zum Kupfer(I)-Salz der Diacetylendicarbonsäure.

## Verwendung
Propiolsäure sowie ihre Ester dienen als Edukte für organische Synthesen.